# Spoorlijn Essen - Gelsenkirchen Zoo
De spoorlijn Essen - Gelsenkirchen Zoo was een Duitse spoorlijn en was als spoorlijn 2172 onder beheer van DB Netze.

## Geschiedenis
Het traject werd door de Bergisch-Märkische Eisenbahn-Gesellschaft in fases geopend.
- Essen - Schalke Nord: 27 april 1874
- Schalke Nord - Bismarck: 1 januari 1875

## Aansluitingen
In de volgende plaatsen is of was er een aansluiting op de volgende spoorlijnen:
Essen Hauptbahnhof
DB 2160, spoorlijn tussen Essen en Bochum
DB 2161, spoorlijn tussen Essen-Werden en Essen Hauptbahnhof
DB 2163, spoorlijn tussen Essen Hauptbahnhof en Essen-Kray Nord
DB 2164, spoorlijn tussen Essen Hauptbahnhof en aansluiting Essen-Kray Süd
DB 2169, spoorlijn tussen Essen Hauptbahnhof en Essen-Steele
DB 2175, spoorlijn tussen Essen Hbf W10 en W184
DB 2291, spoorlijn tussen Essen Hauptbahnhof en Essen-Kray Nord
DB 2300, spoorlijn tussen Mülheim-Styrum en Bochum
Essen-Stoppenberg
DB 2171, spoorlijn tussen Essen Nord en Essen-Stoppenberg
DB 2173, spoorlijn tussen Essen-Stoppenberg en Essen-Altenessen
Essen-Katernberg Nord
DB 2253, spoorlijn tussen Essen-Katernberg Nord en Oberhausen-Osterfeld
aansluiting Hessler
DB 2230, spoorlijn tussen aansluiting Hessler en Wanne-Eickel
Gelsenkirchen-Bismarck
DB 16, spoorlijn tussen Dortmund-Bodelschwingh en Gelsenkirchen-Bismarck
DB 2153, spoorlijn tussen Bochum en aansluiting Nordstern
DB 2236, spoorlijn tussen Zutphen en Gelsenkirchen-Bismarck
Gelsenkirchen Zoo
DB 2153, spoorlijn tussen Bochum en aansluiting Nordstern
DB 2235, spoorlijn tussen Gelsenkirchen-Bismarck en Gelsenkirchen-Schalke
DB 2236, spoorlijn tussen Zutphen en Gelsenkirchen-Bismarck